# Matthäuskirche (Fahrnau)

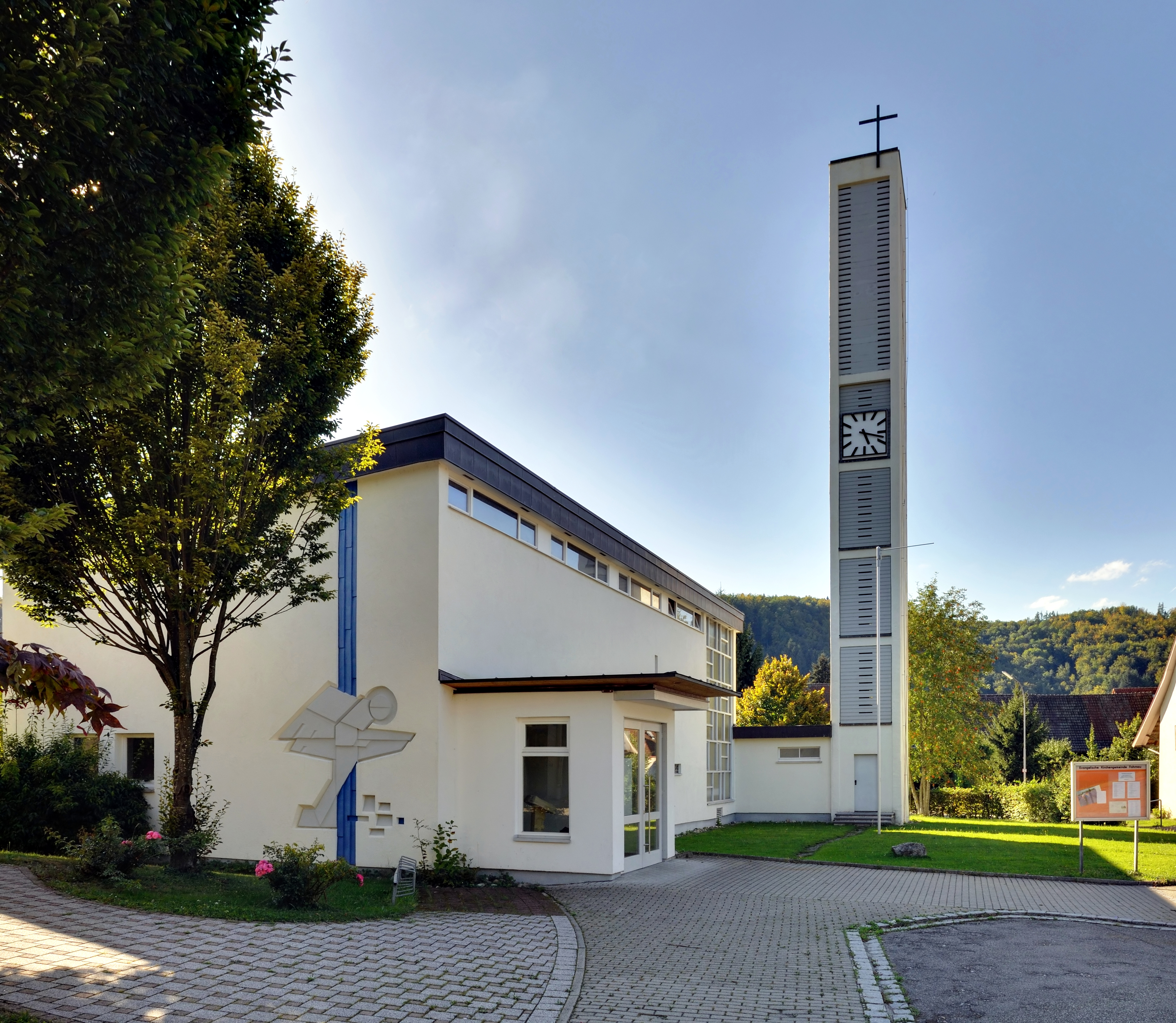
Matthäuskirche in Schopfheim-Fahrnau

Die Matthäuskirche im Schopfheimer Ortsteil Fahrnau ist eine evangelische Kirche, die in den 1960er Jahren errichtet wurde.

## Geschichte
Nachdem Bemühungen, die alte Kirche St. Agathe zu vergrößern, sich über mehrere Jahrzehnte hinzogen und schlussendlich zu keinem Ergebnis führten, entschloss man sich 1961 endgültig zu einem Neubau. Architekt der neuen Kirche war der Schopfheimer Rolf Sutter. Die Einweihung erfolgte am 6. Dezember 1964.

## Beschreibung

### Gebäude
Die Matthäuskirche steht wenige hundert Meter südlich von St. Agathe inmitten eines Wohngebiets. Das Bauwerk besteht aus einem rechteckigen Hauptbau, der ein nach Südwesten flach abfallendes Pultdach besitzt. Das Langhaus erhält über mehrere verschiedenfarbige Betonglasfenster unterschiedlicher Größe Licht; der etwas erhöhte Chor hat zwei große Fenster. An der Südostfassade stellt eine Reliefplastik des Schopfheimer Künstlers Döbele die Worte der Offenbarung 14,6 „Und ich sah einen Engel fliegen mitten durch den Himmel, der hatte ein ewiges Evangelium zu verkünden denen, die auf Erden wohnen, und allen Heiden und Geschlechtern und Sprachen und Völkern.“ vor. Östlich der Kirche befindet sich ein Vor- und Wendeplatz.

### Turm und Glocken
Westlich vom Hauptbau steht ein rechteckiger Campanile aus Sichtbeton mit Flachdach und einem kleinen Kreuz als Abschluss. In dem Verbindungsbau zwischen Kirche und Turm ist die Sakristei untergebracht. Im oberen Drittel der Süd- und Nordfassade des Turms befinden sich 24 dezente, kleine Löcher. An West- und Ostseite befinden sich die quadratischen Zifferblätter der Turmuhr. Diese Seiten sind untergliedert und profiliert. Kleine Schlitze dienen als Schallöffnung. Die Nordfassade wird von drei farbigen (blau, gelb, rot) wellenförmigen Stangen geschmückt.

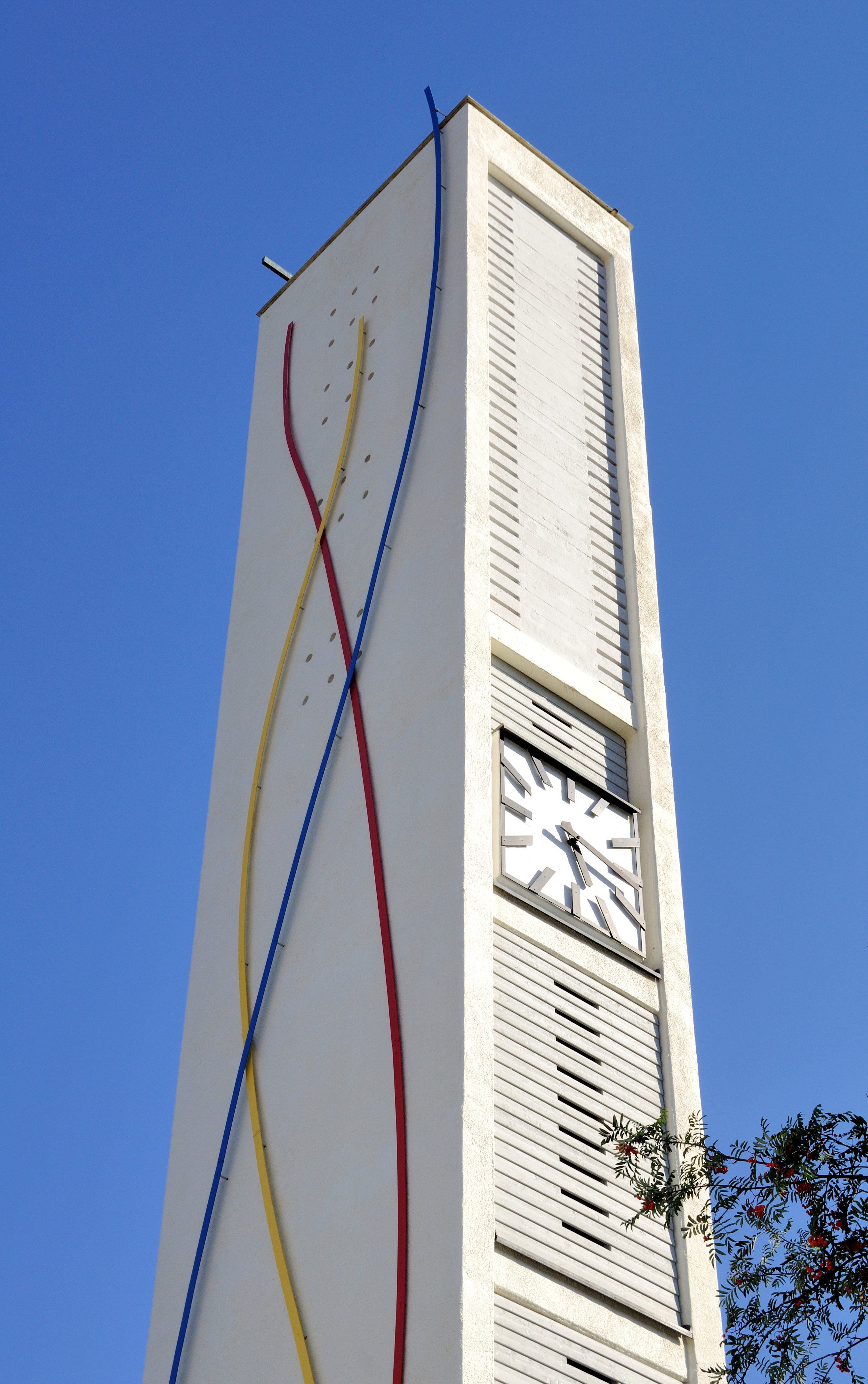
Glockenturm

Das vierstimmige Bronzegeläut wurde 1963 von der Glockengießerei Bachert aus Karlsruhe gegossen und setzt sich wie folgt zusammen:
| Name     | Schlagton | liturgische Funktion         |
| -------- | --------- | ---------------------------- |
| Matthäus | es′       | Totenglocke                  |
| Markus   | g′        | Abendglocke                  |
| Lukas    | b′        | Vaterunser- und Morgenglocke |
| Johannes | c′′       | Taufglocke                   |

### Orgel
Anfangs diente die von St. Agatha übernommene Hammond-Orgel aus dem Jahr 1957. Sie wurde 1978 durch eine neue Orgel von Georges Heintz ersetzt. Sie arbeitet mit mechanischer Spiel- und Registertraktur und verfügt über zwei Manuale, ein Pedal und elf Register.